# Fligely
Fligely (ros. мыс Флигели, trb. mys Fligieli) – przylądek na Wyspie Rudolfa w archipelagu Ziemia Franciszka Józefa (Rosja). Najdalej na północ wysunięty punkt Europy i całej Eurazji: 81°50′35″N 59°14′22″E/81,843056 59,239444. 

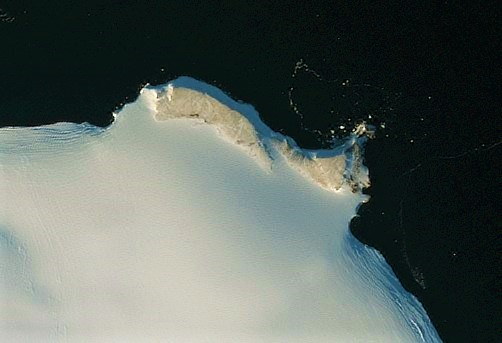
Najdalej na północ wysuniętym punktem Europy i całej Eurazji jest bezimienny przylądek położony na 450m (14,5″) na północ i 1800m (6′36″) na zachód od przylądka Fligely

Przylądek został odkryty 12 kwietnia 1874 w czasie austro-węgierskiej wyprawy na Biegun północny Juliusa Payera i Karla Weyprechta (1872-74) i nazwany na cześć Augusta von Fligely, austriackiego generała porucznika, geografa i kartografa.